# Brouay
Brouay est une ancienne commune française située dans le département du Calvados en région Normandie, peuplée de 463 habitants.

## Géographie
Brouay est une commune du Bessin située à 6 kilomètres de Tilly-sur-Seulles, 13 kilomètres de Bayeux et 15 kilomètres de Caen.
| Loucelles, Audrieu | Loucelles                | Putot-en-Bessin |
| Audrieu            | Brouay                   | Putot-en-Bessin |
| Cristot            | Cristot, Le Mesnil-Patry | Le Mesnil-Patry |

## Toponymie
Le nom de la localité est attesté sous les formes Broieio et Broeio en 1156 et 1161, Broé en 1177 et Broeium en 1251.
Le toponyme peut être issu d'un anthroponyme roman tel que Borodes ou Brogos, ou gaulois tel que Brogos, ou encore du substantif gaulois broga, « limite ».
Brouay tirerait son nom du mot celtique (gaulois) brog qui veut dire : les « bois » (selon P. de Longuemare. « Tilly sur seulles et ses environs »).
Le gentilé est Brouaysien.

## Politique et administration
| Période                                  | Période   | Identité          | Étiquette | Qualité              |
| ---------------------------------------- | --------- | ----------------- | --------- | -------------------- |
| 1983                                     | mars 2001 | Modeste Divaret   | SE        | Mécanicien chauffeur |
| mars 2001                                | mars 2014 | Maurice Leredde   | SE        | Enseignant           |
| mars 2014                                | En cours  | Jean-Jaques Fabre | SE        | Cadre associatif     |
| Les données manquantes sont à compléter. |           |                   |           |                      |

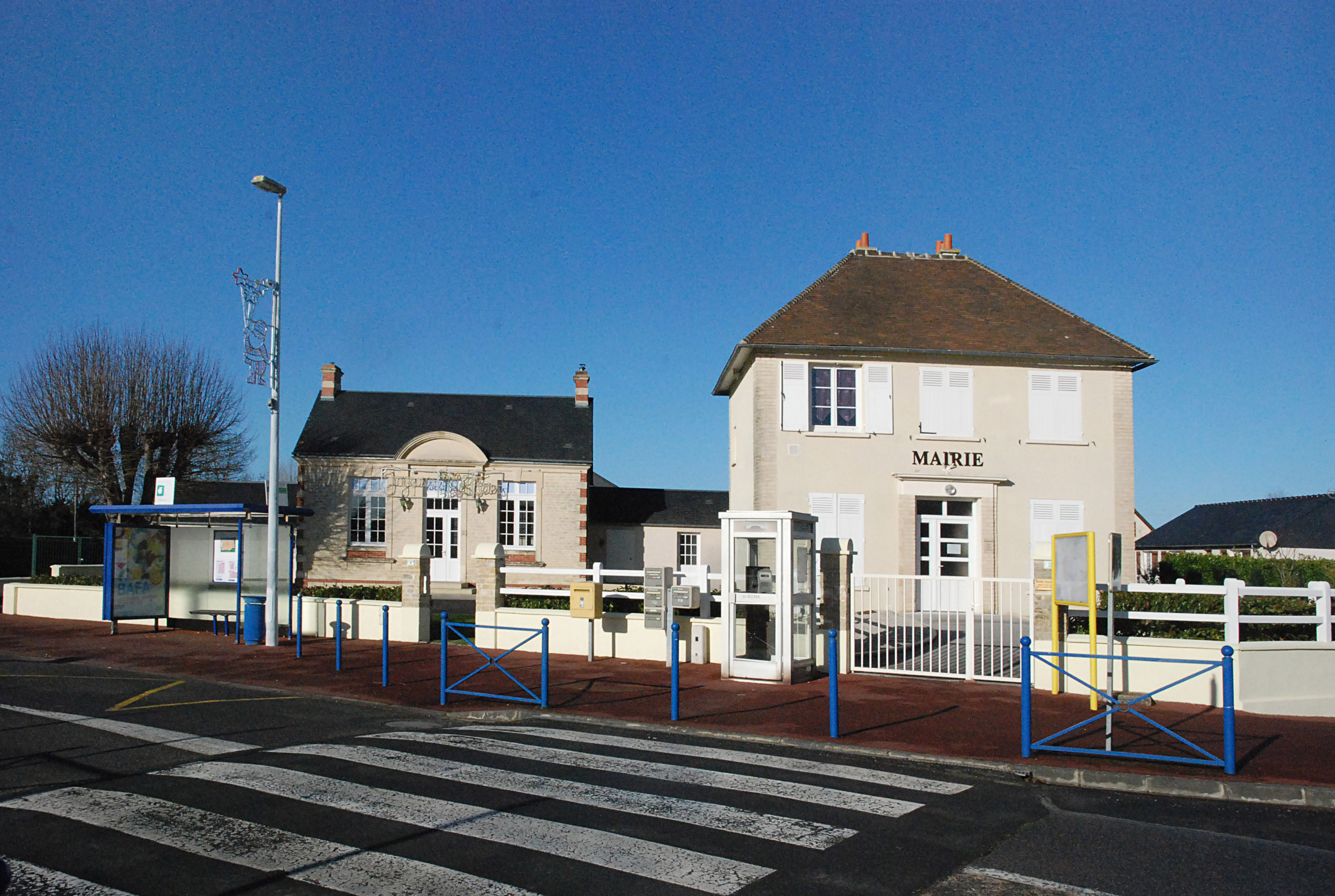
La mairie.

Le conseil municipal est composé de onze membres dont le maire et trois adjoints.

## Démographie
L'évolution du nombre d'habitants est connue à travers les recensements de la population effectués dans la commune depuis 1793. À partir du 1er janvier 2009, les populations légales des communes sont publiées annuellement dans le cadre d'un recensement qui repose désormais sur une collecte d'information annuelle, concernant successivement tous les territoires communaux au cours d'une période de cinq ans. 
Pour les communes de moins de 10 000 habitants, une enquête de recensement portant sur toute la population est réalisée tous les cinq ans, les populations légales des années intermédiaires étant quant à elles estimées par interpolation ou extrapolation. Pour la commune, le premier recensement exhaustif entrant dans le cadre du nouveau dispositif a été réalisé en 2007,.
En 2021, la commune comptait 463 habitants, en évolution de −1,7 % par rapport à 2015 (Calvados : +1,58 %, France hors Mayotte : +2,49 %).
Brouay avait compté jusqu'à 426 habitants en 1851 puis la population était redescendu à 195 habitants (1946). Le précédent maximum fut dépassé au recensement de 2007 (453 habitants).
| 1793 | 1800 | 1806 | 1821 | 1831 | 1836 | 1841 | 1846 | 1851 |
| ---- | ---- | ---- | ---- | ---- | ---- | ---- | ---- | ---- |
| 344  | 328  | 363  | 394  | 407  | 400  | 421  | 421  | 426  |

| 1856 | 1861 | 1866 | 1872 | 1876 | 1881 | 1886 | 1891 | 1896 |
| ---- | ---- | ---- | ---- | ---- | ---- | ---- | ---- | ---- |
| 407  | 402  | 400  | 377  | 366  | 371  | 353  | 344  | 324  |

| 1901 | 1906 | 1911 | 1921 | 1926 | 1931 | 1936 | 1946 | 1954 |
| ---- | ---- | ---- | ---- | ---- | ---- | ---- | ---- | ---- |
| 311  | 279  | 262  | 253  | 244  | 268  | 240  | 195  | 216  |

| 1962 | 1968 | 1975 | 1982 | 1990 | 1999 | 2007 | 2012 | 2017 |
| ---- | ---- | ---- | ---- | ---- | ---- | ---- | ---- | ---- |
| 246  | 277  | 256  | 238  | 239  | 320  | 453  | 474  | 470  |

| 2019 | - | - | - | - | - | - | - | - |
| ---- | - | - | - | - | - | - | - | - |
| 488  | - | - | - | - | - | - | - | - |

## Lieux et monuments
- Église des XIIIe siècle, XIVe siècle et XXe siècle. La nef est fin XIIIe siècle ou début XIVe siècle. Le chœur serait plus ancien. Restauration de l'édifice au XXe siècle par l'abbé Lefauconnier. Un aigle-lutrin et le confessionnal sont inscrits au titre d'objets en 1988.
- Cimetière militaire du Commonwealth surplombant le cimetière paroissial (377 tombes).
- Château de Brouay (XVIIIe siècle), propriété de la famille d'Aboville depuis 1823[15].
- Lavoir de l'Ormelaie.

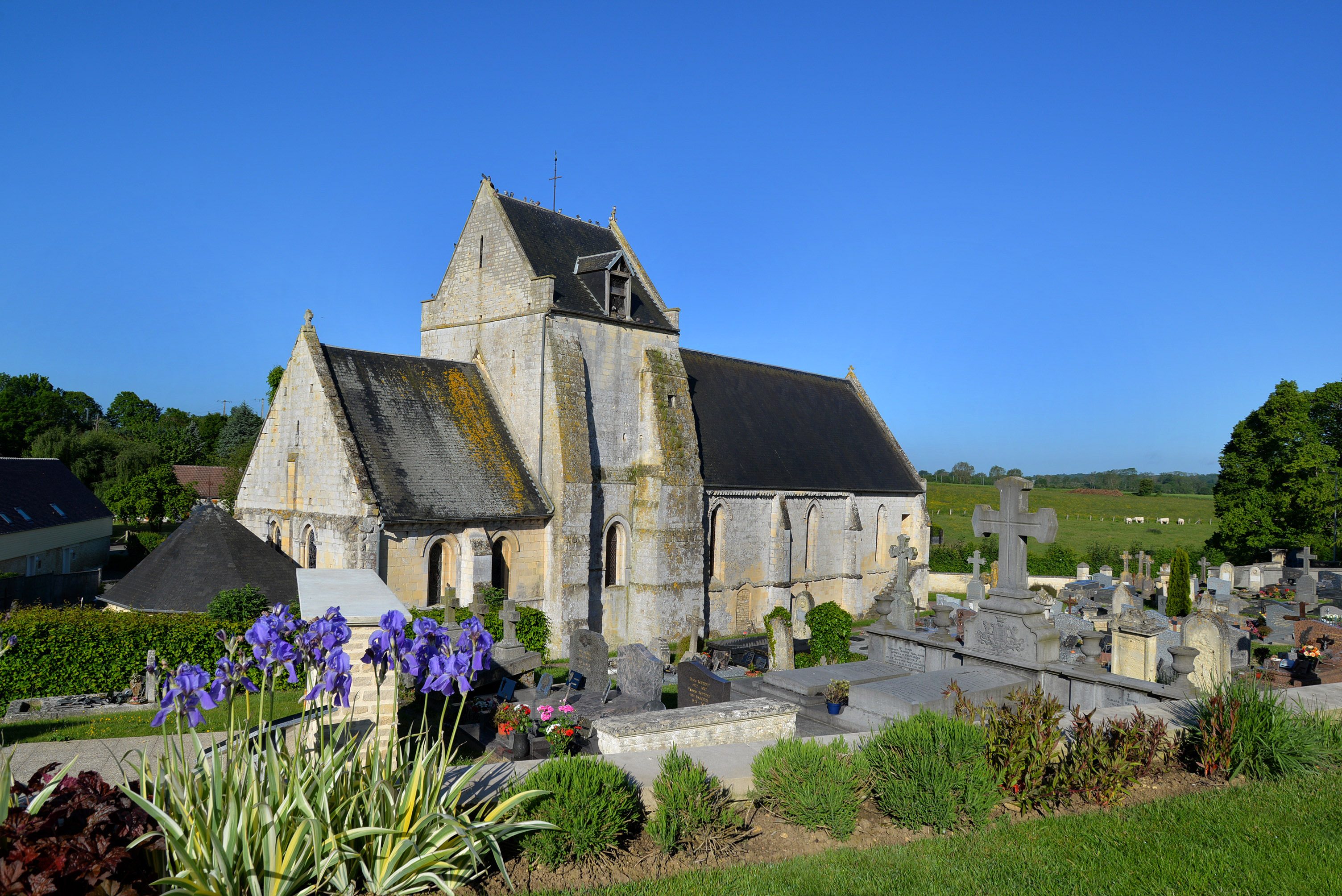
L'église Notre-Dame-de-l'Assomption.
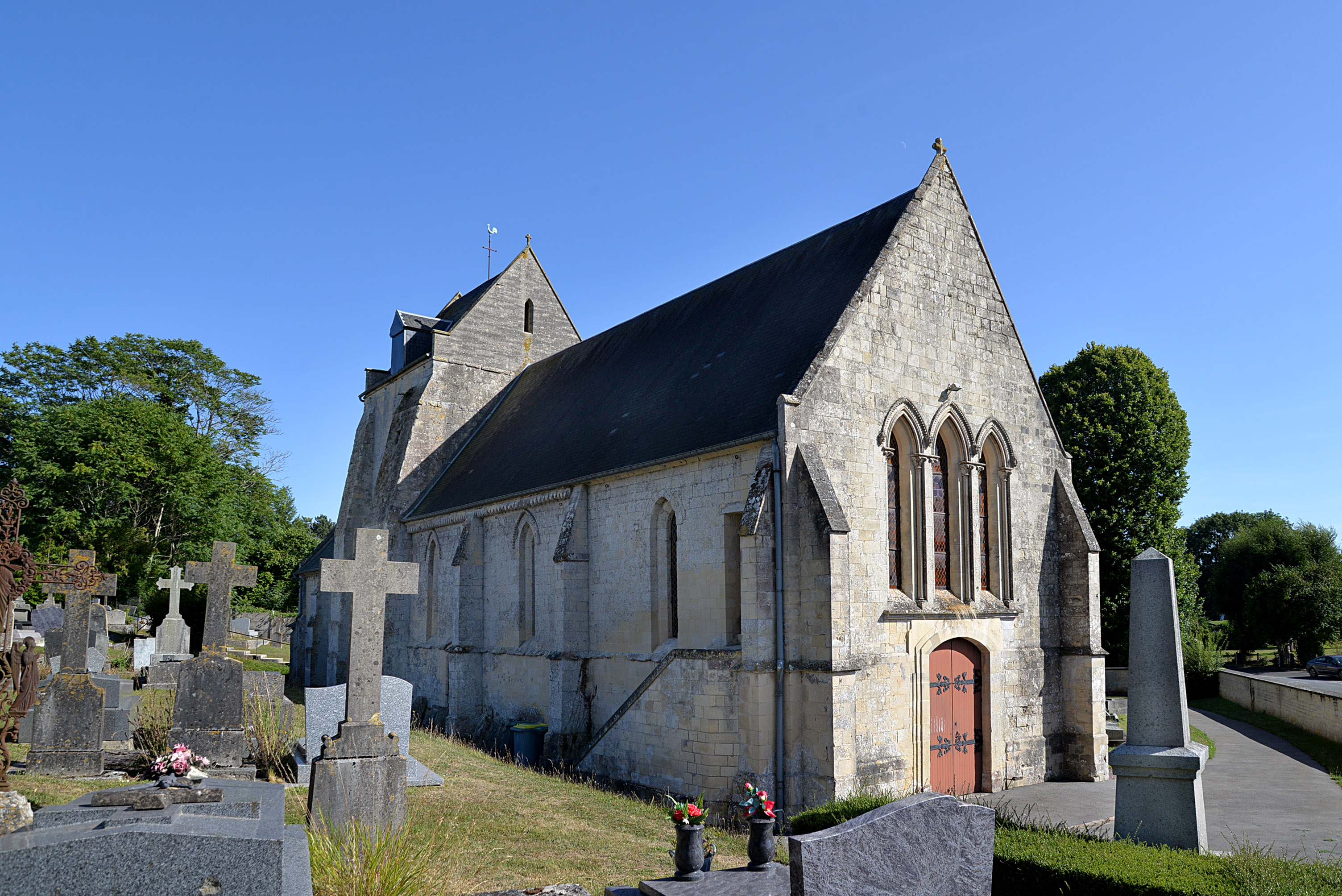
L'église Notre-Dame-de-l'Assomption.
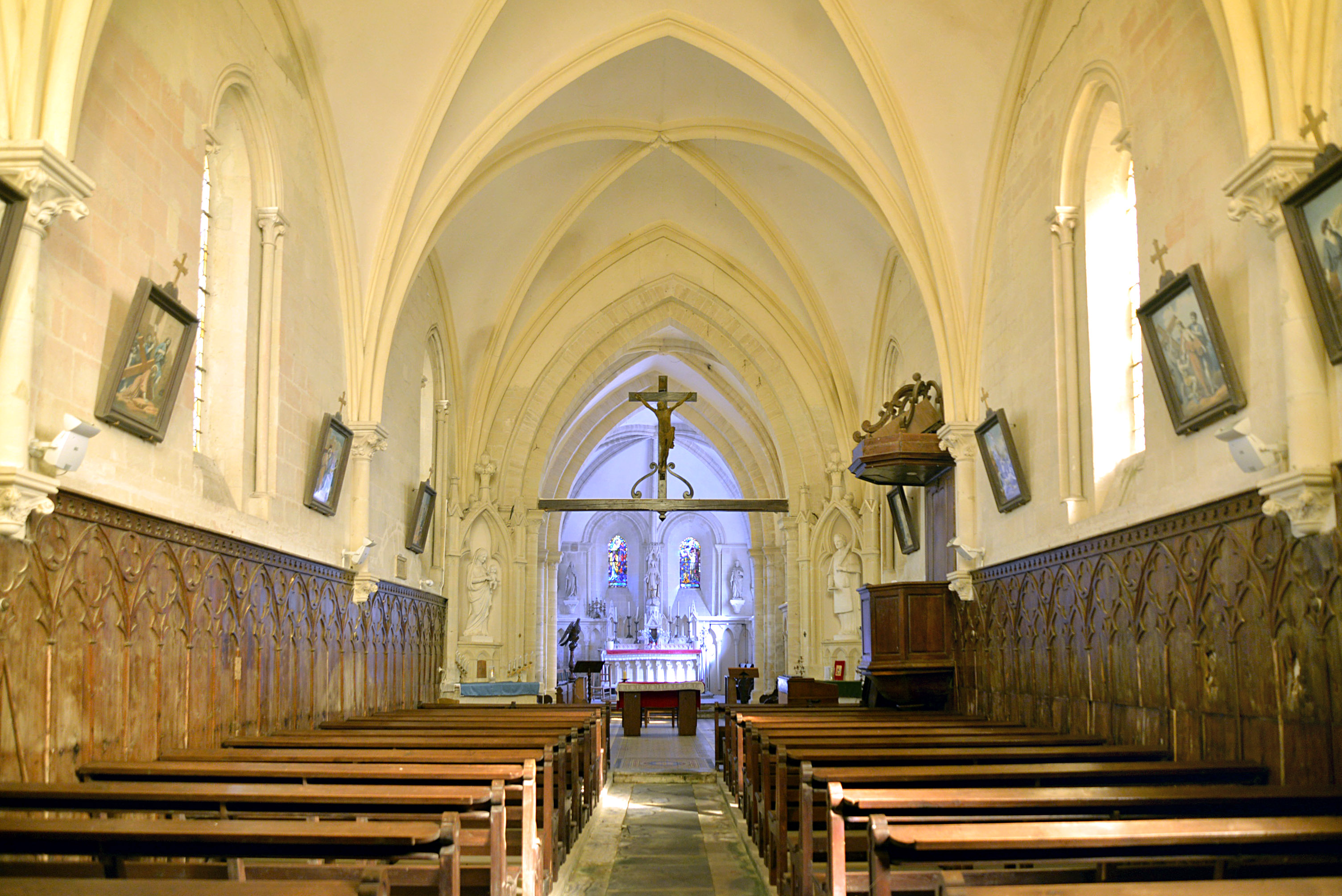
La nef de l'église Notre-Dame-de-l'Assomption.
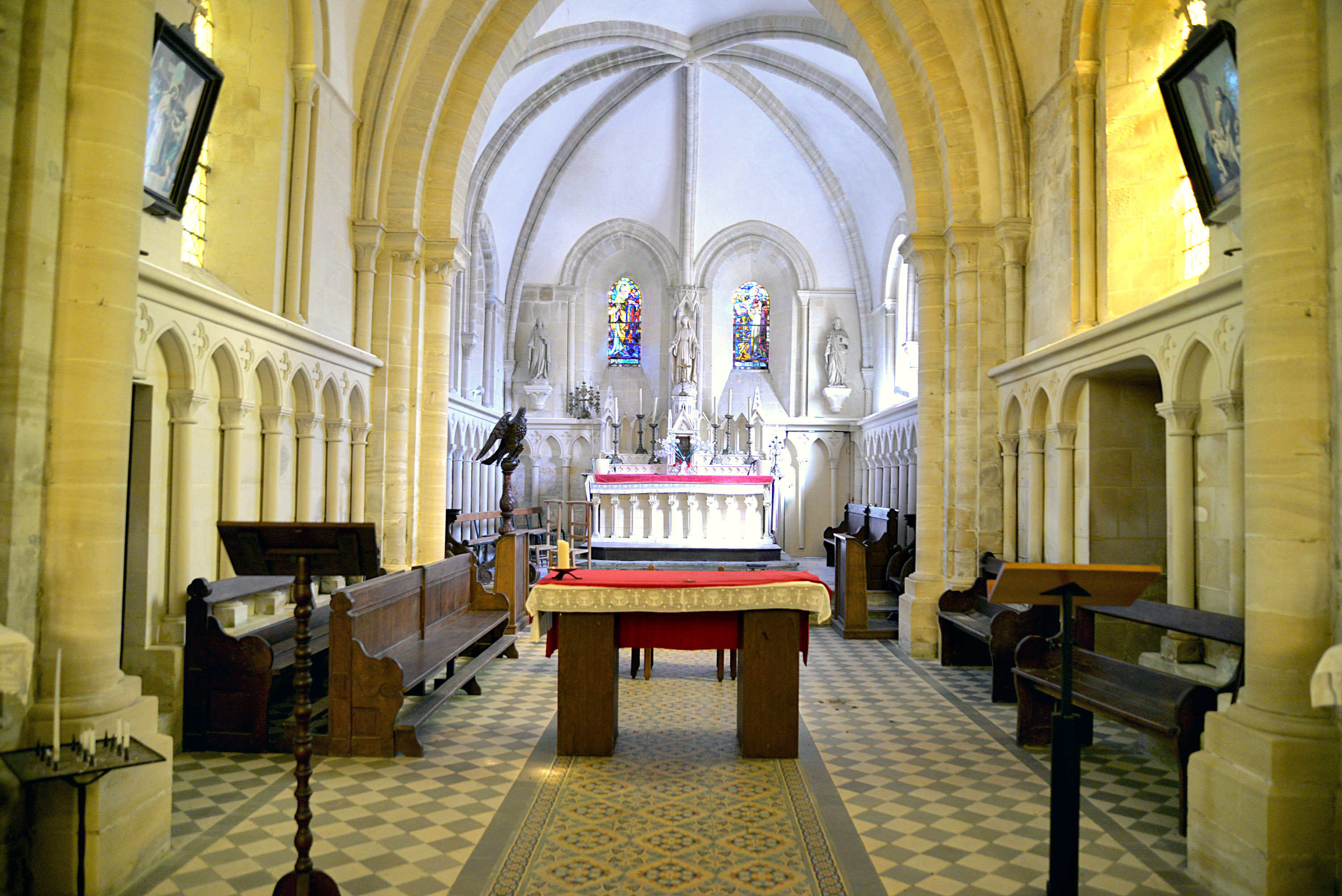
Le chœur de l'église Notre-Dame-de-l'Assomption.
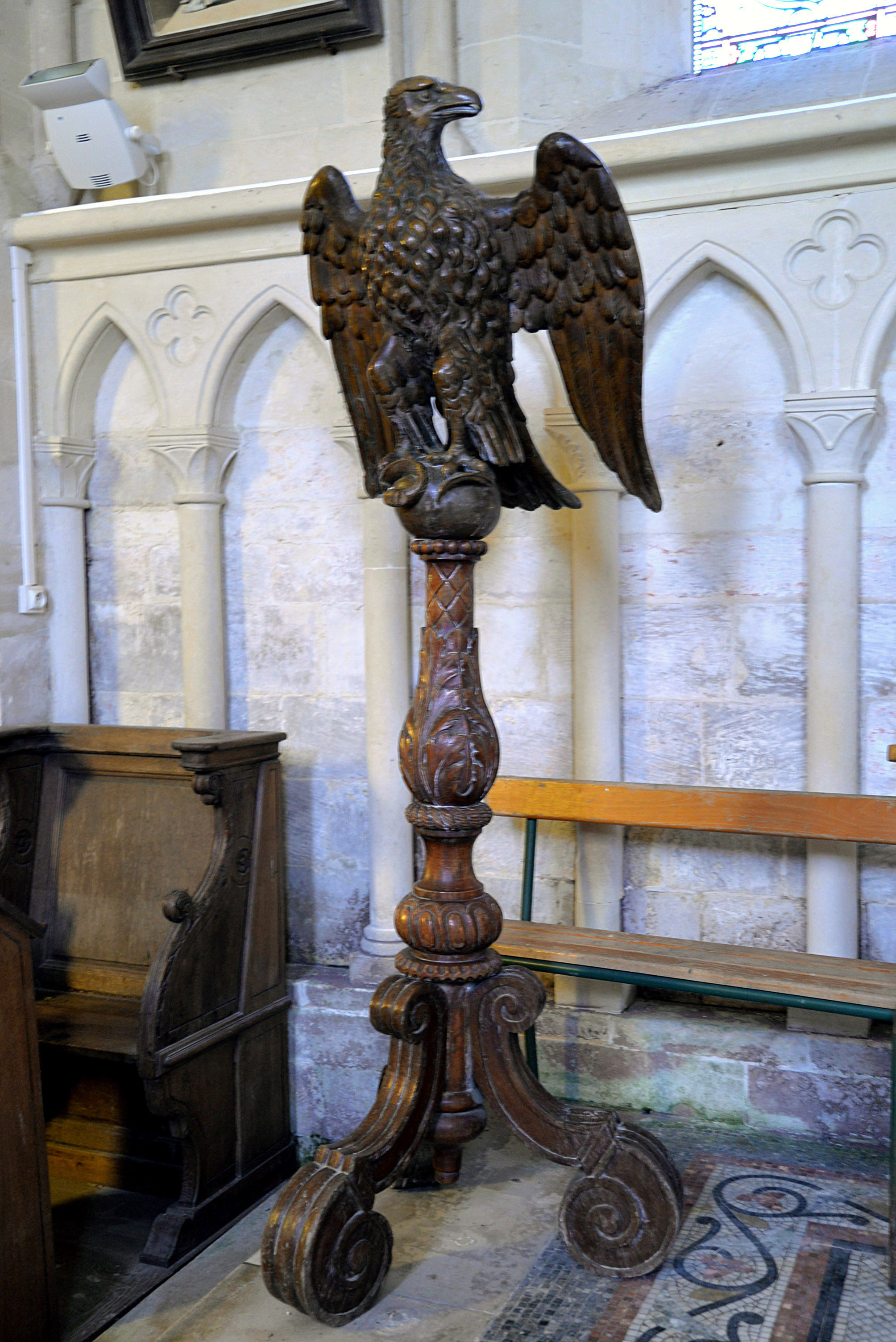
Le lutrin.
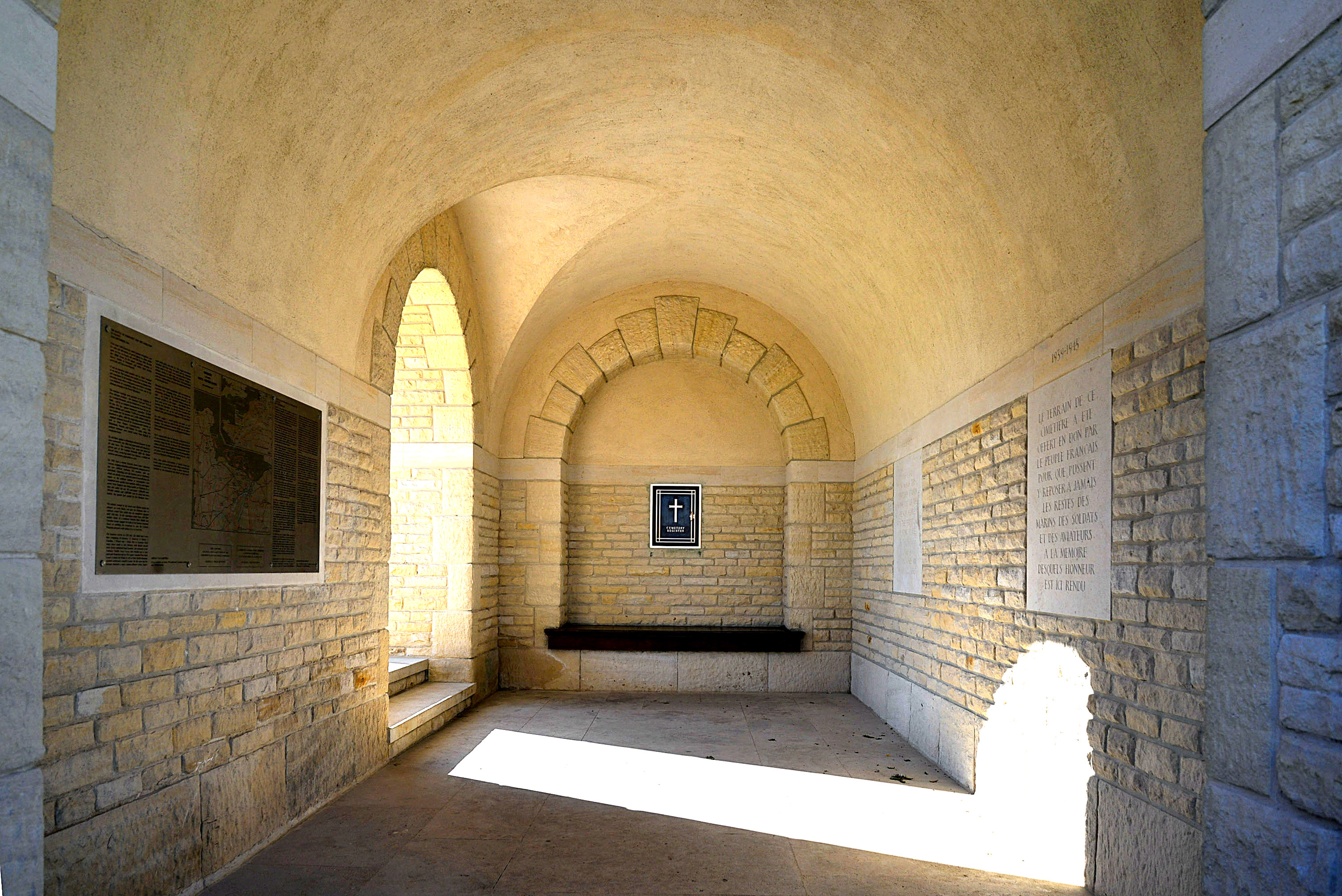
Le cimetière militaire.
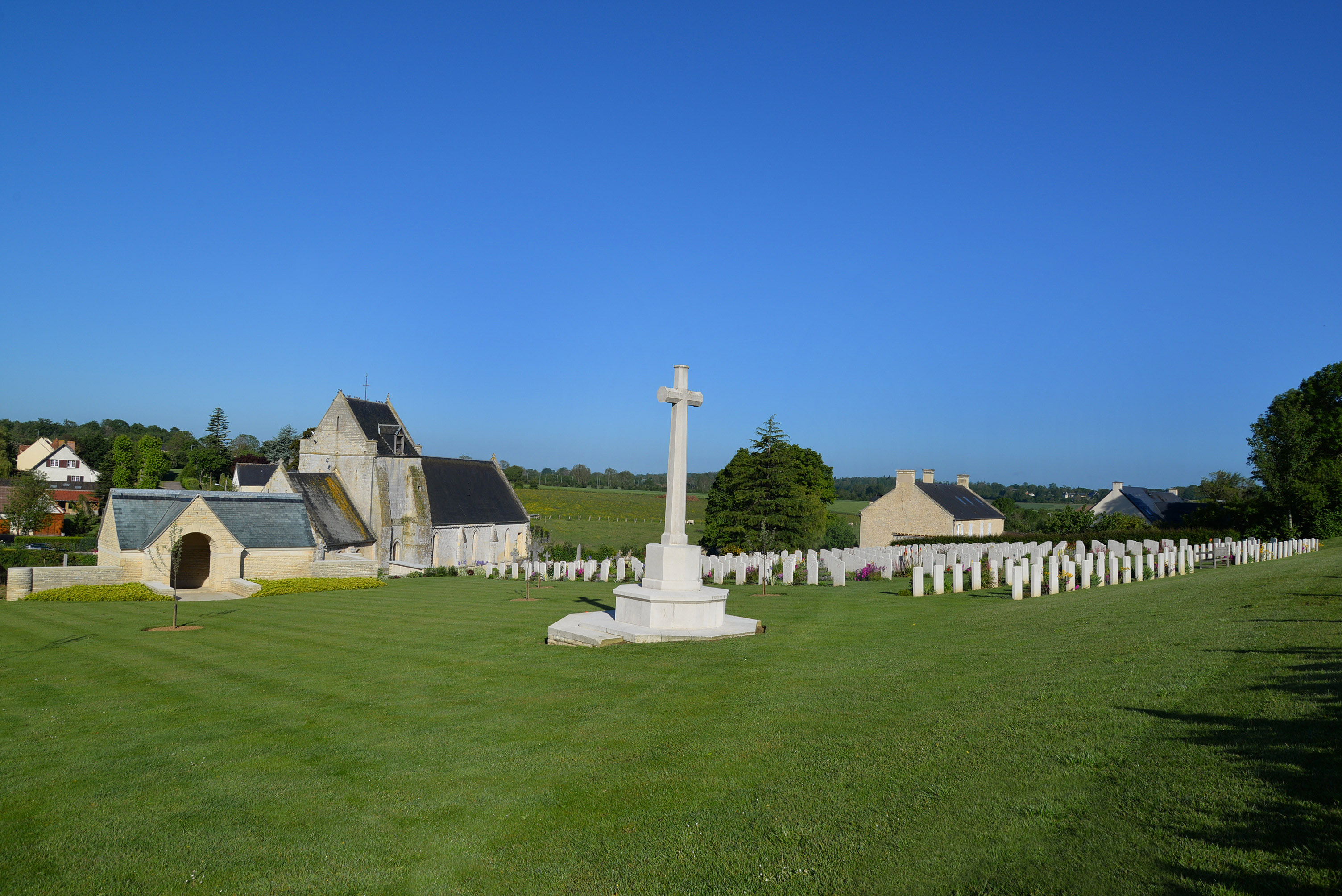
Le cimetière militaire.
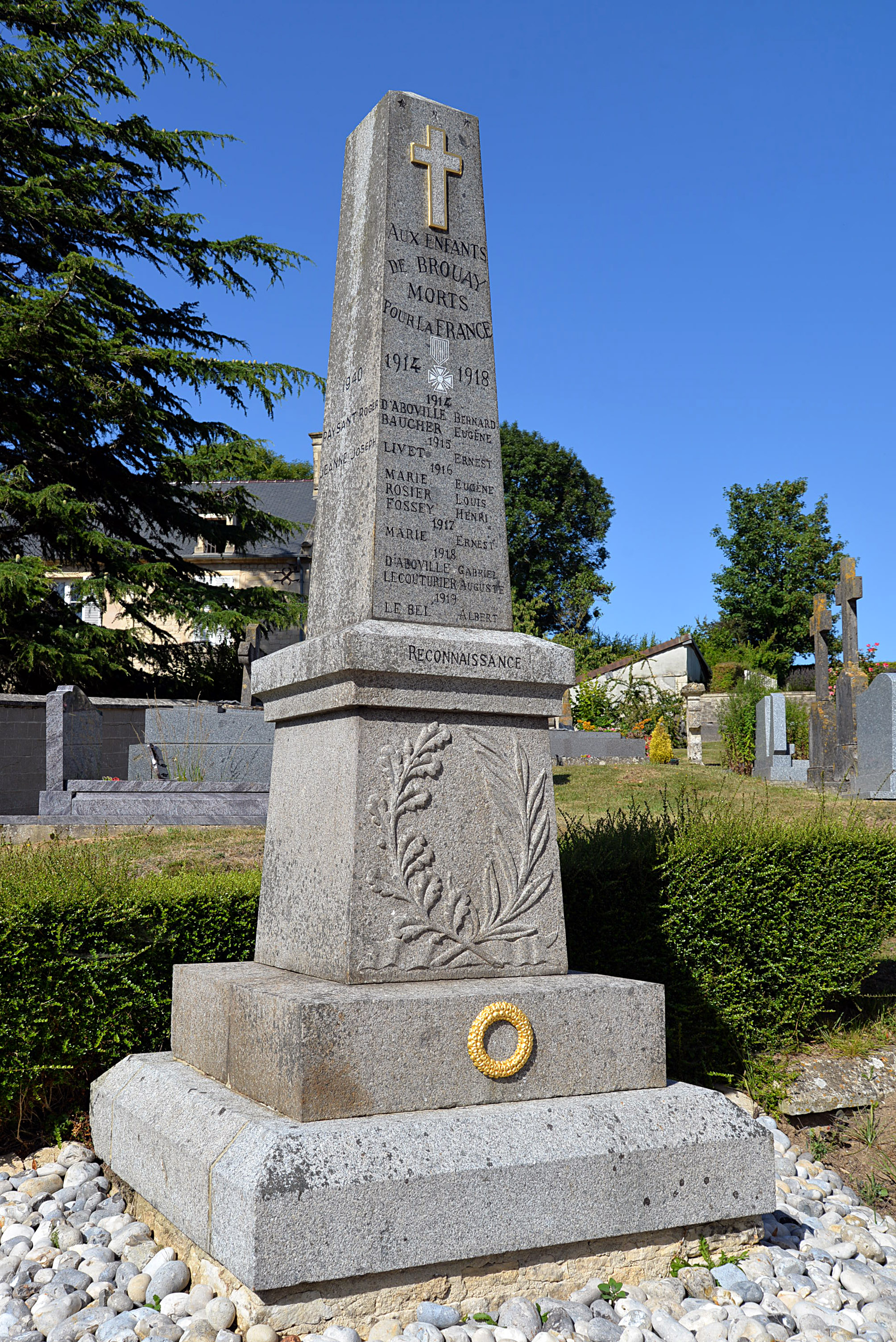
Le monument aux morts dans le cimetière.
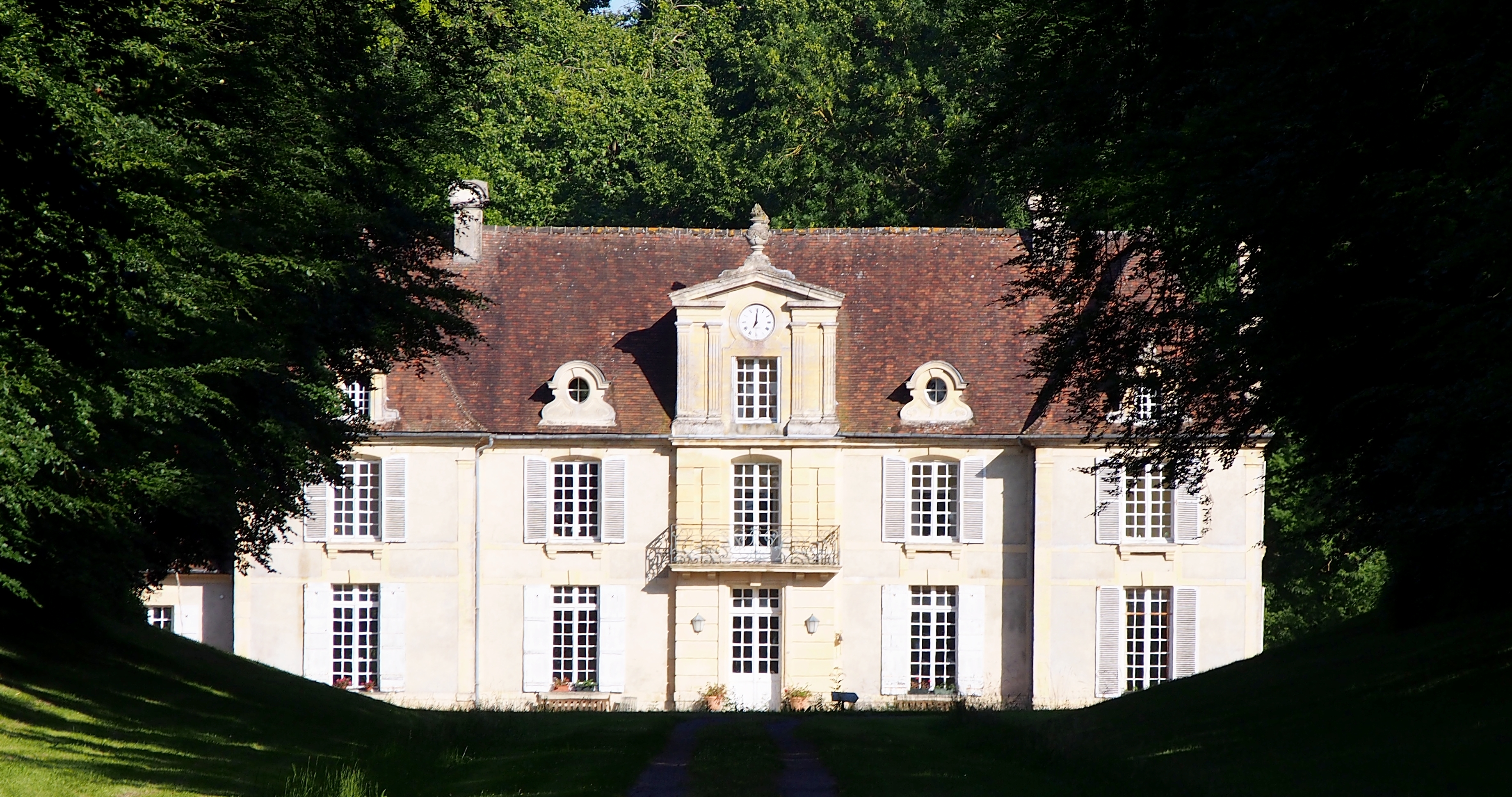
Le château.
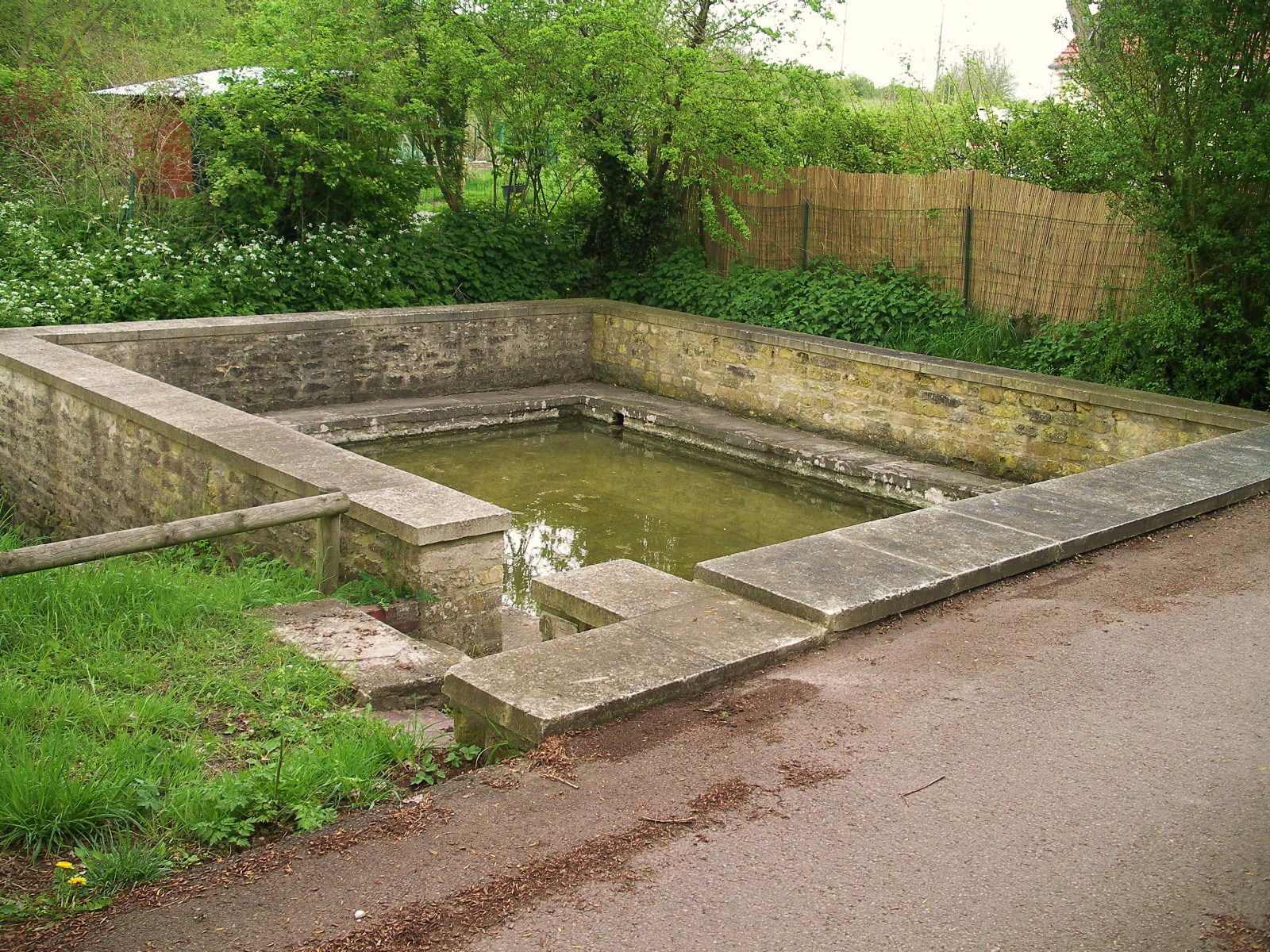
Le lavoir.

## Personnalités liées à la commune
- Alphonse Gabriel d'Aboville (1818-1898), 3e comte d'Aboville, homme politique sous la monarchie de Juillet, résidait au château de Brouay qu'il avait hérité de son oncle Augustin Marie, baron d'Aboville (1776-1843).
- Auguste Ernest d'Aboville (1819-1902), 4e comte d'Aboville, frère cadet du précédent, homme politique du Second Empire et des débuts de la Troisième République est décédé le 1er septembre 1902 dans la commune.